# Accord monétaire européen
L'Accord monétaire européen (AME) est un traité international signé à Paris le 5 août 1955. Administré par l'Organisation européenne de coopération économique (OECE), il succède à l'Union européenne des paiements (UEP) et constitue un cadre multilatéral de règlement. L'accord prend fin en 1972, à l'initiative de l'Organisation de coopération et de développement économiques (OCDE), car il a été rendu caduc par le développement du Fonds monétaire international (FMI).

## Création
Avec le passage à la convertibilité avec le dollar des monnaies nationales européennes, les règlements des soldes des balances des paiements se font selon les règles du marché des changes. Les pays européens limitent les fluctuations du cours de leur monnaie vis-à-vis du dollar à des marges inférieures à celles prévues par les accords de Bretton Woods, mais certains observateurs craignent que les pays ayant des monnaies faibles ne cherchent à protéger leurs réserves d'or et de devises en instituant des pratiques discriminatoires à l'égard des pays à monnaie forte.
Le traité est signé en 1955.

## Contenu

### Objectif
L’Accord monétaire européen est un mécanisme de paiements intra-européens conçu pour renforcer la coopération monétaire entre les pays membres de l’Organisation Européenne de Coopération Économique. Ses objectifs sont de libéraliser les paiements internationaux, en réduisant la dépendance au dollar américain, en facilitant les transactions de change multilatérales et la convertibilité des monnaies. L’AME vise également à servir de centre de discussion et de coopération sur les politiques monétaires. Ce mécanisme prévoit une régularisation périodique des transactions tout en facilitant l’octroi de crédits, ce qui le distingue de l’Union Européenne de Paiements.
Il s'agit d'un dispositif temporaire d’une durée de trois ans, prolongable après évaluation de son efficacité par un système de règlement. L’AME impose une discipline monétaire commune et le respect de la valeur des monnaies fixée par l’étalon international de valeur, c’est-à-dire l’or ou le dollar américain.
Il vise également à promouvoir le multilatéralisme des échanges et la convertibilité des monnaies européennes, en s’appuyant sur deux instruments : le Fonds européen et le Système multilatéral de Règlements.

### Les instruments fondamentaux de l'AME

#### Le Fonds européen
Le Fonds européen accorde des crédits à court terme aux pays membres en difficultés temporaires dans leur balance globale des paiements. Ces crédits, accordés uniquement sur demande, visent à préserver le niveau de leurs mesures de libéralisation intra-européenne, à faciliter le fonctionnement du système de règlements et à rétablir la convertibilité de leur monnaie.
Le Fonds européen est constitué au profit des pays membres afin de leur fournir une source de réserves supplémentaires pour les aider à faire face à des difficultés de paiement temporaires, sans que les pays aient à recourir à des restrictions commerciales. Cette ressource complémentaire leur permet de pallier l’insuffisance de leurs réserves de change et de compléter les aides qu’ils peuvent obtenir d’autres sources, comme le Fonds Monétaire International. L’AME prévoit un remboursement des crédits dans un délai maximal de deux ans.

#### Le Système multilatéral de Règlements
Le Système multilatéral de Règlements fonctionne de manière accessoire par rapport aux mécanismes et au marché. Ainsi, l’AME prévoit que chaque pays membre fixe un taux unique, représentant à la fois son taux maximum et minimum, ce qui correspond aux cours acheteurs et vendeurs de sa monnaie en dollar. Ainsi, le système permet de créer une certaine stabilité des taux de change, car il exige des membres qu’ils maintiennent des marges de fluctuation de leurs monnaies stables et modérées. L’AME essaie d’assurer la coopération monétaire des membres afin de faciliter les paiements multilatéraux, les échanges internationaux et de créer un climat de confiance pour le marché des changes.
Les taux sont communiqués à l'Organisation et peuvent être modifiés. Toutefois, si un pays décide de modifier ses cours acheteurs et vendeurs, les règlements s'effectuent pour la période antérieure à cette modification, sur la base des cours fixés précédemment. Cela permet ainsi de garantir aux membres, la sécurité nécessaire pour conserver les monnaies des autres membres sans craindre un éventuel changement de parité de la monnaie.

## Dissolution
L'AME prend fin en 1972.